# Kwoon Chung Motors
 (novembre 2018).
Si vous disposez d'ouvrages ou d'articles de référence ou si vous connaissez des sites web de qualité traitant du thème abordé ici, merci de compléter l'article en donnant les références utiles à sa vérifiabilité et en les liant à la section « Notes et références ».
Kwoon Chung Motors Limited ou Kwoon Chung Bus Hondings est une entreprise de transport routier de voyageurs à Hong Kong. C'est la compagnie qui est à l'origine du réseau New Lantao Bus (N.L.B.), le réseau intérieur d'autocars réguliers de l'Île de Lantau. Le principal cheval de bataille de Kwoon Chung concerne les transports scolaires. Ceux-ci desservent des grandes écoles à Hong Kong comme l'École internationale de Hong Kong (H.K.I.S.) ou encore 3 des 4 campus du Lycée français international Victor-Segalen de Hong Kong. Elle assure aussi des services à la demande pour du tourisme par exemple.
L'entreprise est basée à Chai Wan.
Sa flotte est composée de minibus (Toyota Coaster et Mitsubishi Fuso Rosa) et d'autocars (MAN RR2, Volvo B7R ou encore des Scania ou des Mercedes-Benz).